# Etern retorn

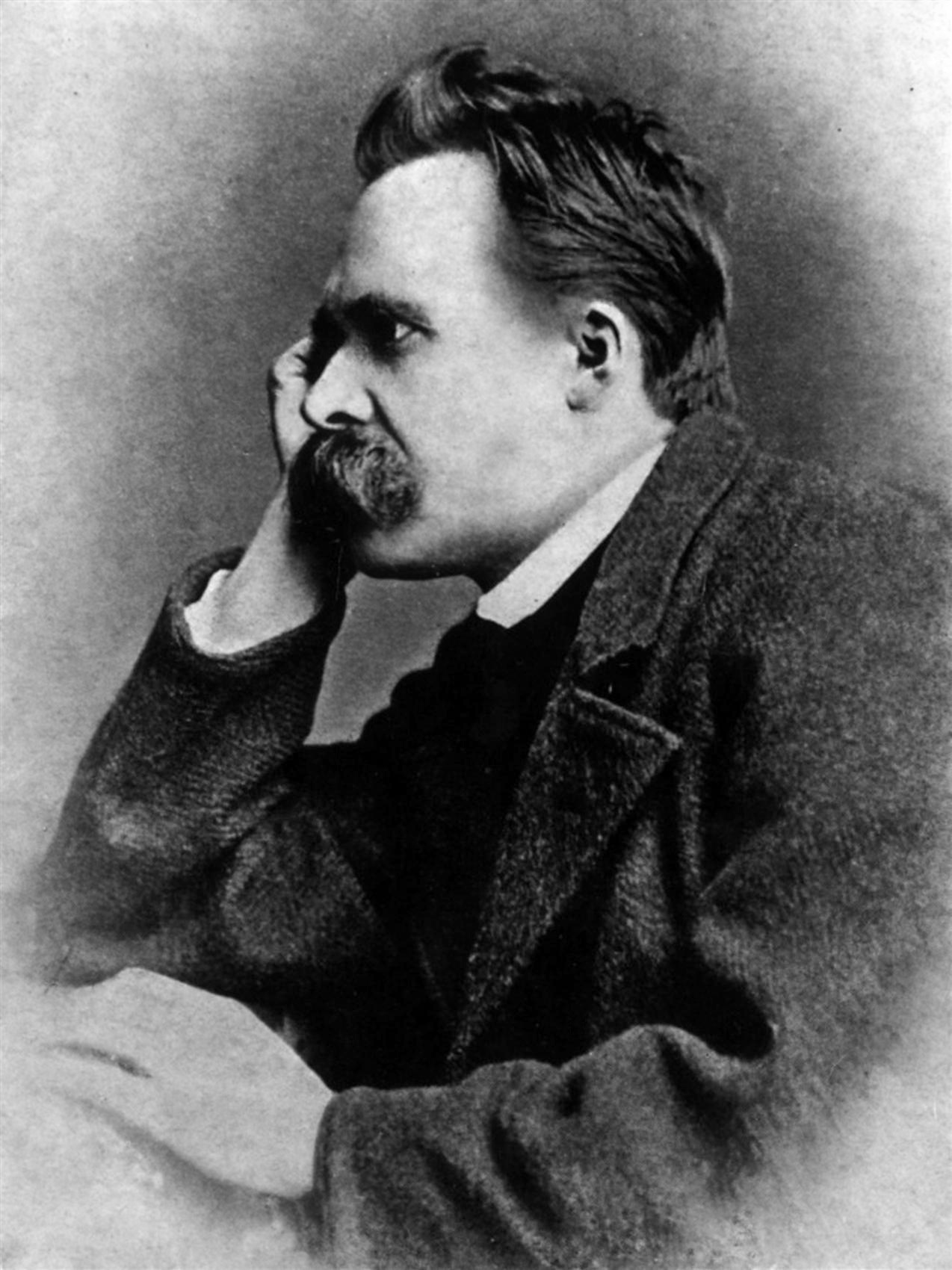
Friedrich Nietzsche (1844-1900)

L'etern retorn és el nom donat per Friedrich Nietzsche a una concepció filosòfica del temps que té els seus orígens en l'antic Egipte, i que forma part de la retòrica de Pitàgores, i de les teories cosmològiques dels primers estoics. La teoria es pot esquematitzar en la idea que el temps no és infinit, sinó que es troba ocupat per un nombre finit d'accions possibles en l'univers, i que totes aquestes accions i fets tenen lloc un nombre indefinit de cops de forma repetida. Un lloc central en aquesta teoria l'ocupa la idea que l'univers no té un estat final, i que en lloc d'això simplement reviu cicles sense cap destí. El temps, doncs, es percep com quelcom cíclic, contràriament a la visió aristotèlica del temps, que és rectilínia, i que s'ha transmès a través de la tradició abrahàmica.

## Religions dhàrmiques
El concepte dels patrons destinats a ser cíclics és important a les religions dhàrmiques, com es pot veure en el budisme i l'hinduisme. La roda de la vida o Dharmachakra representa un cicle inacabable de naixement i mort del qual hom busca alliberar-se. En el budisme tàntric existeix un concepte relacionat, anomenat Kalachakra, que expressa la idea d'un cicle etern d'existència i coneixement.

## Antiguitat clàssica

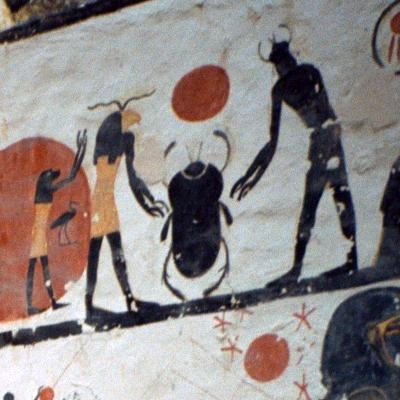
Escarabat en un fresc egipci.

En la tradició de l'antic Egipte, el simbolisme de l'escarabat com un signe de renovació eterna, de reemergència de la vida i com un recordatori de la vida que encara ha de venir, esdevingué personificat en les figures d'Atum i Maat.
A l'antiga Grècia, el concepte de l'etern retorn està vinculat amb el pensament filosòfic d'Empèdocles, Zenó de Cítion i l'escola estoica.

## El renaixement europeu

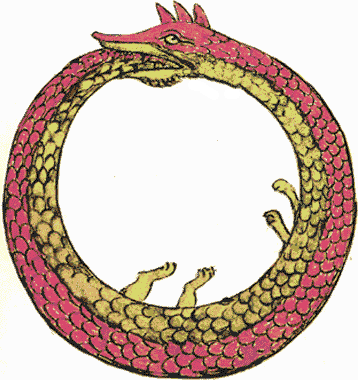
El signe alquímic que representa aquest concepte

L'Ouròboros, una serp o drac que devora la seva pròpia cua, és el símbol alquímic que simbolitza l'etern retorn per excel·lència. En la mitologia nòrdica, l'ouroboros apareix com la serp Jörmungandr, un dels tres fills de Loki i Angrboda, que es va fer tan gran que va poder encerclar el món i agafar-li la cua entre les dents. En les llegendes de Ragnar Lodbrok, com ara Ragnarssona þáttr, el rei Herraud regala un Lindworm com a regal a la seva filla Þóra Town-Hart, després del qual es converteix en una gran serp que envolta el cordó de la noia i es mossega la cua.
Els metges-alquimistes del Renaixement i de la Reforma eren conscients d'aquesta idea. El metge i filòsof Sir Thomas Browne va intentar descriure aquesta teoria en la seva obra Religio Medici de 1643:
I en aquest sentit, jo dic que el món ja existia abans de la Creació, i que es trobava en un final abans de tenir un començament, i així jo vaig ser mort abans de ser viu, i encara que la meva tomba sigui Anglaterra, el lloc on vaig morir fou el Paradís, on Eva em va avortar abans de concebre Caín. (R.M. part 1:59), Cain. (R.M.Part 1:59)

## Friedrich Nietzsche
La idea o pensament de l'etern retorn ocupa un lloc privilegiat en els texts de Friedrich Nietzsche. Tal com el filòsof Martin Heidegger va indicar, Nietzsche mai no va parlar directament de l'etern retorn com una realitat o un fet còsmic, sinó de la idea de l'etern retorn. Nietzsche va sentir-ne a dir per primer cop llegint les obres de Heinrich Heine, on es teoritzava que hi hauria un dia en el qual hi hauria una persona nascuda amb els mateixos pensaments que un mateix, tal com passaria amb totes les altres persones del planeta. Nietzsche ho va expandir fins a formar la seva teoria, que es pot llegir en l'obra El gai saber, i que desenvolupà a Així parlà Zaratustra.
En comptades ocasions en les seves anotacions, però, Nietzsche parla de la possibilitat que l'Etern Retorn sigui una veritat cosmològica, mentre que a les obres que preparà per ser publicades, es tracta com el mètode definitiu d'afirmació de l'existència. Segons Nietzsche, cal un sincer amor fati (amor pel destí, en llatí), no tan sols per suportar, sinó per arribar a desitjar es repeteixin eternament tots els passos d'una vida tal qual van tenir lloc, tot el dolor i l'alegria, i la vergonya i la glòria.
Nietzsche anomena aquesta idea "horroritzant i paralitzant", i diu que la càrrega que aquesta idea comporta és la més pesant imaginable (das schwerste Gewicht). Així doncs, el desig de l'etern retorn de tot seria l'afirmació vital definitiva:
| «                                    | Suposem que cert dia o certa nit, un dimoni s'introduís furtivament en la soledat més profunda i et digués: «Aquesta vida, tal com tu la vius i l'has viscut hauràs de viure-la encara un altre cop i fins i tot innumerables vegades; i se't repetirà cada dolor, cada plaer i cada pensament, cada sospir i tot l'extraordinàriament gran i petit de la teva vida. A més a més tot es repetirà en el mateix ordre i successió... i fins aquesta aranya i aquest clar de lluna entre els arbres i aquest mateix instant i jo mateix. L'etern rellotge de sorra de l'existència donarà la volta sempre novament, i tu amb ell, corpuscle de pols». No et tiraries al sòl, carrisquejaries les dents i maleiries el dimoni que així et parlés? O potser hagis tingut alguna vegada la vivència d'un instant prodigiós en què respondries: «tu ets un déu i mai vaig sentir res més diví!» | » |
| — Friedrich Nietzsche , El gai saber | |   |

Tal com Nietzsche la descriu, la idea de l'etern retorn és més que un mer concepte o desafiament intel·lectual: és talment com un koan, o un ardit psicològic que ocupa la totalitat de la consciència d'una persona, estimulant la consciència d'una persona fins a transformar-la, el qual es coneix com a metanoia.
En l'estudi de Nietzsche la seva visió de la hipòtesi cosmològica de l'etern retorn és extremament interessant, i és un axioma crucial de la seva filosofia. Al capítol 2 de la part III d'Així parlà Zaratustra, "De la visió i de l'enigma", Nietzsche s'enfronta amb el mencionat dimoni interior i li demostra que l'eterna repetició duu a un desvetllament mitjançant el qual s'exorcitza el dimoni. Avui en dia encara s'estan destinant esforços a intentar entendre les diverses maneres en les quals es menciona l'etern retorn.

## Literatura
En literatura es troben exemples notables d'aquesta idea, com a Madame Bovary de l'escriptor francès Gustave Flaubert o, Cent anys de solitud del colombià Gabriel García Márquez.
Jorge Luis Borges, un dels més grans erudits de les lletres modernes, va usar la idea de l'etern retorn com a tema per a alguns dels seus contes. Així mateix li va dedicar dues notícies sorprenents, en les quals va explorar els precedents (i algunes variacions) d'aquesta visió ("La doctrina dels cicles" i "El temps circular", en Història de l'eternitat).
Hermann Hesse en el seu llibre Siddhartha fa ús d'aquest concepte quan el seu protagonista, que porta el mateix nom de l'obra, mira com la història de desobediència i sofriment que van viure ell i el seu pare respectivament es repeteix entre ell i el seu fill.
La idea de l'etern retorn també forma part central de l'obra de l'escriptor txec Milan Kundera La insuportable lleugeresa de l'ésser, on relaciona el concepte de gravidesa o pesadesa amb l'etern retorn (tal com ho fes Nietzsche), la qual cosa es troba segons l'autor en oposició a la lleugeresa, caracteritzada per una condició de frivolitat pròpia de la postmodernitat. Els personatges desenvolupen les seves històries i la seva interacció social enmig de la dicotomia de la pesadesa i la lleugeresa.